# Upplands runinskrifter 731
Upplands runinskrifter 731 är ett försvunnet vikingatida runstensfragment som funnits i Grillby, Villberga socken och Enköpings kommun. Den sista rapporten kring stenen är från Olof Celsius 1725. Ristningen har attribuerats till Balle.

## Inskriften
Translitterering av runraden:
[... · born ' lit · raisa ...]
Normalisering till runsvenska:
... Biorn let ræisa ...
Översättning till nusvenska:
... Björn lät resa ...